# Glipidiomorpha poggii
Glipidiomorpha poggii es una especie de coleóptero de la familia Mordellidae.

## Distribución geográfica
Habita en  Zimbabue.